# 清宮博
清宮 博（せいみや ひろし、1908年8月6日 - 1976年4月27日）は電気工学者、実業家。元富士通社長、会長。日本のコンピューターパイオニアの一人。旧姓根岸。

## 経歴
広島県広島市大手町（現在の同市中区）出身。広島高等師範学校附属中学校（現・広島大学附属高校）から第一高等学校をへて東京帝国大学電気工学科卒（1932年）。逓信省電気試験所第4部に入り、光通信、電子管（マグネトロン、速度変調管）などの研究を担当。1936年、関杜夫とともにグラスファイバーを光通信に使うアイデアを発明した。
終戦後の1947年12月23日、アメリカベル電話研究所でトランジスタが発明され、翌1948年6月30日公表された。このニュースはアメリカでも大きく扱われることはなく、戦後の混乱期であった日本でも、情報はGHQによって統制され、海外の情報を入手するのは非常に困難な状況にあったが、GHQによってこのニュースが電気試験所に持ち込まれ、清宮は渡辺寧、駒形作次ら幹部とその現場に居合わせた。
1948年電気試験所から電気通信部門が分離され電子管部長に就任、1949年電気通信省電気通信研究所設置で器材実用化部長に就任。
1955年電電公社理事となるが同年、富士通信機製造（現・富士通）第一技術部長に転出。1958年コード会参加。1960年富士電機常務、1971年富士通副社長経て1974年11月、同社社長に就任、1976年会長となった。社長在任時は電算機（計算機）の輸出に力をいれた。
主に通信工学の分野で業績を挙げ、電気学会、通信学会の各会員を務める。1970年から1971年まで電子通信学会会長。著書『真空管とその回路』で電気学会著述賞を受賞。他の著書に『最近の真空技術』『応用音響学』などある。